# Arvid

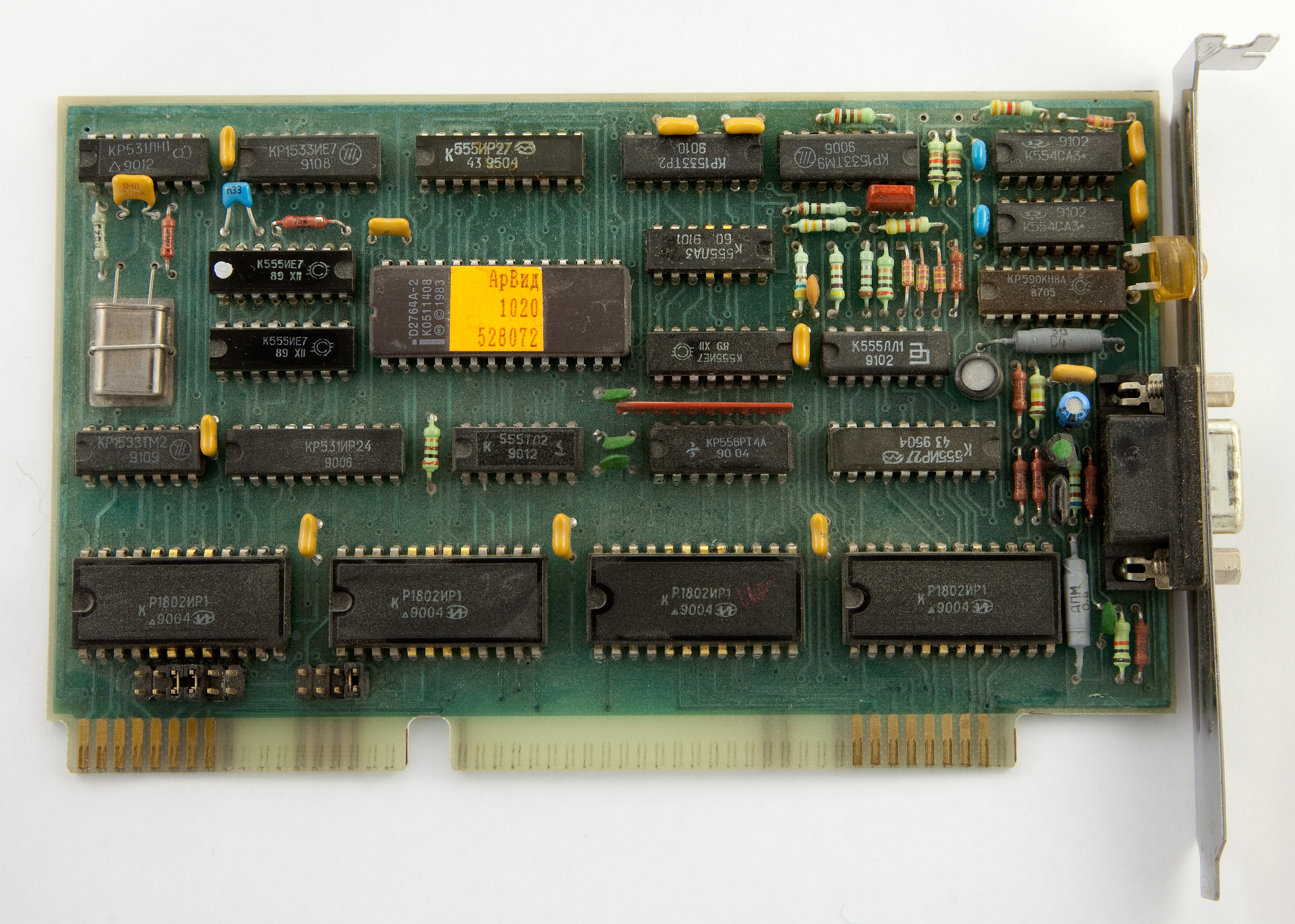
ArVid 1020

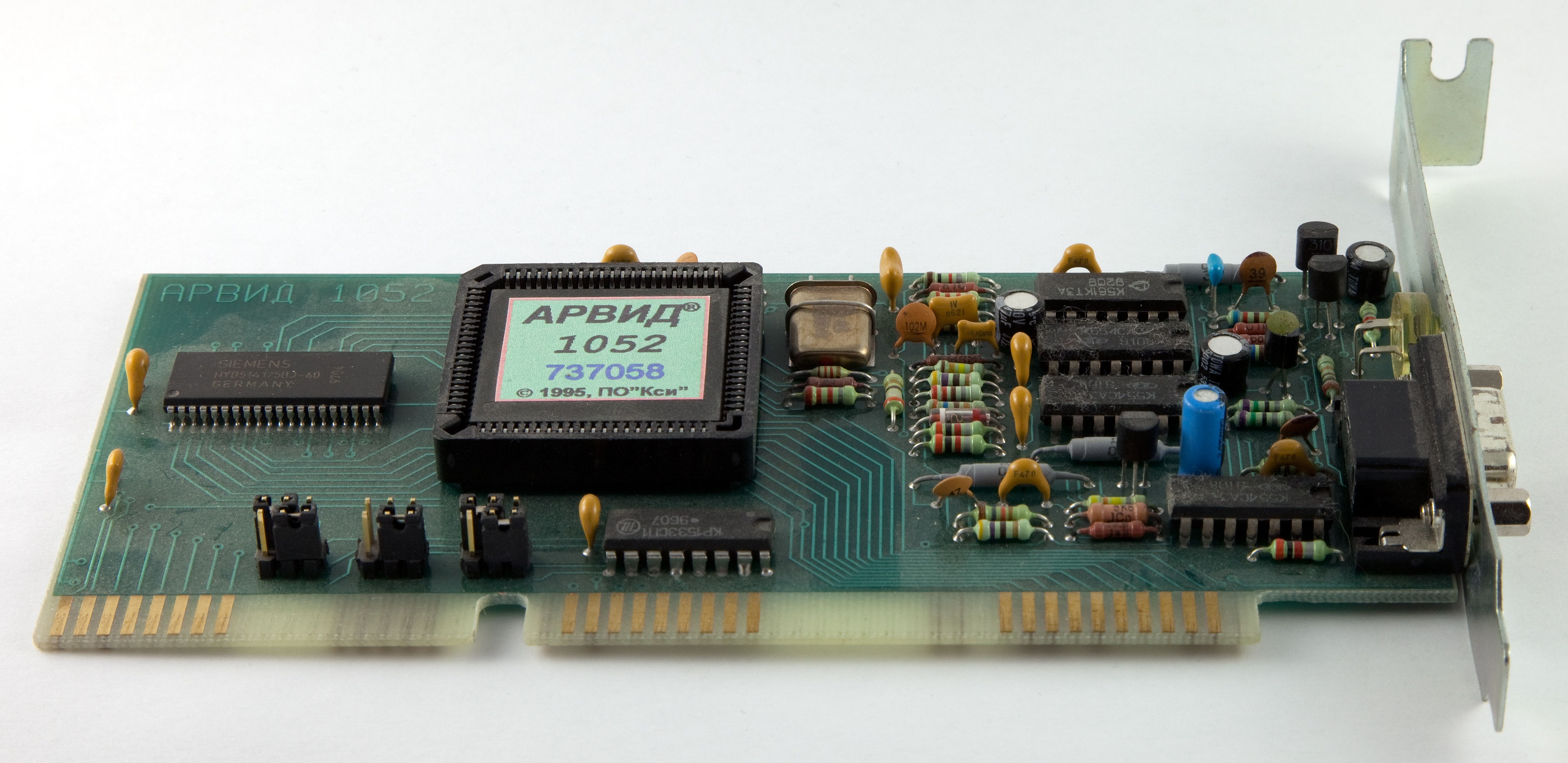
ArVid 1052

Arvid (Archivador en vídeo) (del ruso: АрВид, Архиватор на Видео) es un método para hacer backups usando una cinta de vídeo VHS. Fue muy popular en Rusia y en la antigua URSS a mediados de los años 1990.
Fue producido en Zelenogrado, Rusia, por Po Ksi.

## Características
- Usa cintas VHS y grabadores vídeo para hacer el backup.
- Alta fiabilidad.
- Corrección de errores mediante código Hamming.
- Copia fácil entre dos grabadores VHS (con lo que no se necesita un ordenador para hacer copias).

## Desventajas
- Mala utilización de la capacidad (sólo se usan 2 grados de señal espectral de luminancia).
- Software poco operativo.

## Funcionamiento
Un grabador VHS se conecta a una tarjeta ISA, mediante un cable, utilizando una conexión de vídeo compuesto, el cual, es controlado por un emulador de mando a distancia usando un led.
El dispositivo puede funcionar en dos modos: tasa baja de almacenamiento, a 200 kbyte/s, y a alta, a 325 kbyte/s, aunque no todos los grabadores pueden funcionar a este nivel.
Una cinta de vídeo E-180 es capaz de almacenar 2 Gb de datos.

## Modelos
- ArVid 1010 fue el primero. Se empezó a frabricar en 1992.
- ArVid 1020 sucesor del ArVid 1010 que usaba un microchip más avanzado.
- ArVid 1030/1031 tenía un mejor diseño interno y menor consumo y tamaño. Asimismo, permitía cambiar automáticamente a modo televisión cuando el dispositivo no estaba en funcionamiento.
- ArVid 1051/1052 posibilidad de tasa de almacenamiento de 325 kbyte/s y una caché de 128/512 kbyte respectivamente.

## = En ruso
- Documentación
- Descripción e imágenes
- Arvid FAQ

- Datos: Q4068353
- Multimedia: ArVid / Q4068353